# محیط زیست ایران
محیط زیست ایران دارای چهار اقلیم آب و هوایی سرد، گرم و خشک، گرم و مرطوب و معتدل و مرطوب است؛ اقلیم گرم و خشک وسیع‌ترین ناحیهٔ آب و هوایی در مرکز و شرق کشور قرار دارد و کوچک‌ترین ناحیه، سواحل دریای خزر با اقلیم معتدل و مرطوب است. سازمان حفاظت محیط زیست زیرمجموعه دولت جمهوری اسلامی ایران، مسئول حفاظت از محیط زیست کشور است. این سازمان با ایجاد مناطق حفاظت‌شده از جانوران، گیاهان و تنوع زیستی آن مناطق محافظت می‌کند. رئیس سازمان، معاون رئیس‌جمهور است.

## گیاهان

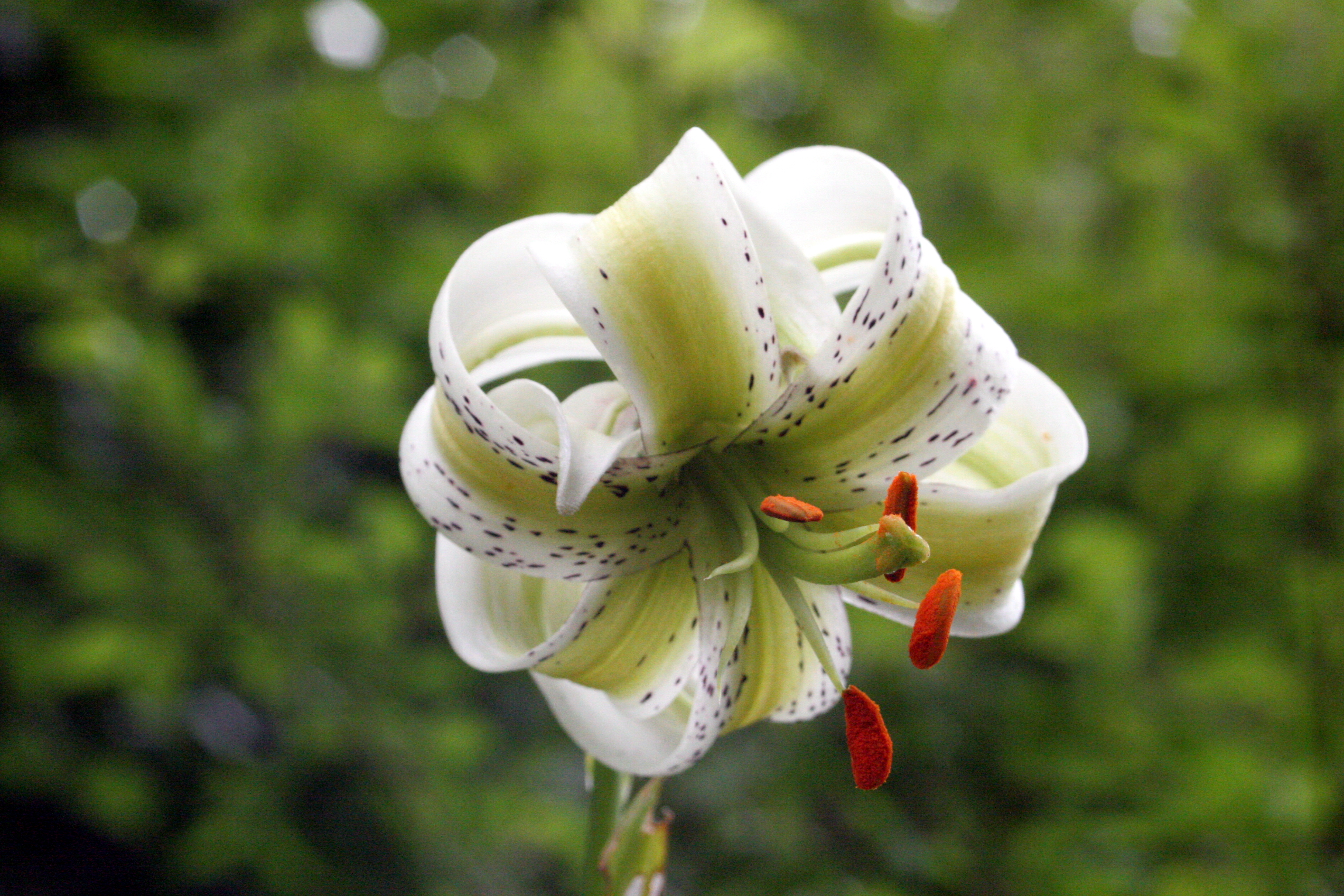
سوسن چلچراغ از گونه‌های گیاهی بومی ایران

شرایط اقلیمی متغیر سبب ایجاد زیست بوم‌های متفاوت در ایران گردیده است. این تنوع اقلیمی تنوع زیستی قابل توجهی را در ایران به وجود آورده است، نزدیک به ۸۰۰۰ گونه یا واحد تحت‌گونه‌ای گیاهی در این کشور شناسایی شده است که از این تعداد حدود ۱۸۰۰ واحد بومی هستند. این تعداد گونه گیاهی با گونه‌های گیاهی سراسر قاره اروپا برابری می‌کند. شناخته شده‌ترین گونه‌های گیاهی بومی ایران لاله واژگون و سوسن چلچراغ است.
۱۸۰۰ گونه گیاهی اختصاصی ایران شناسایی شده است که سرمایه‌های ملی هستند که دوای درد و مایه حیات هستند. روز ۱۶ آذر به عنوان «روز ملی گونه‌های بومی» گرامی داشته می‌شود؛ روزی که با اشاره به آن همیشه تصویری از گونه‌های جانوری و حیوانات در خطر انقراضی همچون یوزپلنگ در خیالمان نقش می‌بندد و به ارزش گونه‌های گیاهی که زیست انسان و حیوان به آن وابسته است کمتر توجه می‌کنیم این در حالیست که به گفته رئیس گروه گیاهی سازمان حفاظت محیط زیست اگر گیاهان نباشند به تبع آن هیچ زیستگاهی برای زندگی نیز وجود ندارد. به جز گیاهان بومی برخی گونه‌های دیگر نیز در کشور وجود دارد که به عنوان گونه‌های اندمیک و انحصاری شناخته می‌شوند و نسبت به گونه‌های بومی بسیار محدودتر هستند. این گونه‌ها تنها در یک محدوده جغرافیایی خاصی یافت می‌شوند. گونه‌های بومی کشور ما ممکن است با کشورهای همسایه اشتراک گذاری شده و در آن کشورها نیز وجود داشته باشد اما گونه‌های انحصاری تنها در کشور ما وجود دارند. بدین ترتیب از ۸۰۰۰ گونه بومی، ۱۸۰۰ گونه ندمیک یا انحصاری است. از سوی دیگر بسیاری از گیاهان موجود در کشور ما ارزش دارویی، اقتصادی و زینتی دارند. در ایران پنج منطقه رویشی متفاوت وجود دارد که گونه‌های گیاهی متفاوتی در این مناطق پراکنده هستند که از جمله این مناطق می‌توان به ارسباران، هیرکانی یا خزری، ایران- تورانی، خلیج فارس- عمانی و اکولوژیک زاگرس اشاره کرد. در این مناطق نیز گونه‌هایی همچون راش، شمشاد هیرکانی، درخت بلوط سیاه یا ممرز، افرا، گیاهان دارویی همچون اشنان، خارشتر، بلوط ایرانی، بادام کوهی، درخت کنار، کهور ایرانی و درخت حرا که نمادی از گونه‌های بومی هستند وجود دارد.

## جانوران
- پلنگ ایرانی
- سیاه گوش
- کاراکال
- گربه پالاس
- خرس قهوه ای
- خرس سیاه آسیایی
- گوزن زرد ایرانی
- گوزن قرمز
- شوکا
- قوچ و میش
- آهو
- گورخر آسیایی
- تمساح پوزه کوتاه مردابی (گاندو)
- لاکپشت فراتی
- افعی دم عنکبوتی
- آگامای سروزغی
- سمندر لرستانی
- سمندر گرگانی
- سمندرکردستانی (خال زرد)
- سمندر آتشین
- وزغ تالشی

#### پستانداران
پستانداران با ۱۹۴ گونه شناسایی شده طیف وسیعی از جانوران را از نظر جثه در بر می‌گیرد بطوریکه پستاندار بسیار کوچکی که حشره خوار کوتوله نامیده می‌شود و فقط در حدود ۲ گرم وزن دارد و نهنگهای بزرگی را که با طول بیش از سی متر و ۱۳۰ تن وزن دارد در آبهای دریای جنوب را می‌توان در این رده مشاهده نمود. از میان گونه‌های شناخته شده گونه‌های زیادی وجود دارند که فقط در ایران زیست می‌کند و در سایر نقاط دنیا یا وجود ندارد یا با مهاجرت و دستکاریهای بشر و روشهای دیگر انتقال یافته‌اند ازجمله این گونه می‌توان به یوزپلنگ، گوزن زرد و گورخر ایرانی اشاره کرد. از میان پستانداران ایران، راسته جوندگان با ۶۹ گونه (بیش از یک سوم کل پستانداران ایران) به علت اهمیت در انتشار بیماریها، خسارات وارده بر محصولات زراعی، سهولت جمع‌آوری و نگهداری، بیشتر مورد توجه و مطالعه قرار گرفته‌اند البته عمده این مطالعات بر پایه ریخت‌شناسی صورت پذیرفته اما ضرورت مطالعات نوین نظیر مطالعات کروموزوم، بیوشیمیایی، مولکولی و رفتارشناسی نیز به شدت احساس می‌گردد.
از گونه‌هایی همچون شیر ایرانی و ببر مازندران امروز جز نامی باقی نمانده است.

#### پرندگان
در ایران تاکنون ۵۲۱ گونه پرنده شناسایی و گزارش شده است که این تعداد معادل کل گونه‌های پرنده موجود در قاره اروپا می‌باشد. بیشترین گونه‌ها را پرندگان متکی به تالابها تشکیل می‌دهند اما آلودگی و تخریب تالاب‌های ایران در سالهای اخیر خود عاملی در جهت کاهش تعداد بسیاری از گونه‌های پرندگان ایران گشته است و هم‌اکنون پرندگانی نظیر درنای سیبری، بالابان، اردک سرسفید، میش مرغ، عقاب طلایی، اردک مرمری و تعدادی دیگر از گونه‌ها در کشور در معرض تهدید و انقراض می‌باشد.

#### ماهیان
ماهیان آبهای داخلی ایران شامل ۱۸۰ گونه می‌شود که در ۲۷ خانواده جای گرفته‌اند. در گروه ماهیان آبهای داخلی خانواده کپور ماهیان فون غالب ماهیان را تشکیل می‌دهد که به تنهایی دارای۳۱ جنس و ۷۴ گونه می‌باشد و ماهی کورغار، قزل آلای خال قرمز، ماهی آفینیوس از جمله گونه‌های منحصر به ایران بشمار می‌روند و دارای ارزش زیستی بالایی هستند. به دلیل عدم توجه لازم به حفظ و مدیریت آبزیان آبهای داخلی طی دو دهه اخیر مطالعات جامعی برای شناخت ماهیان در اکوسیستمهای آبی مختلف صورت نگرفته و از فراوانی و پراکنش بسیاری از گونه‌ها اطلاعات و آمار دقیقی در دسترس نیست یا جمعیت برخی گونه‌ها نظیر ماهی کورغار در معرض تهدید می‌باشد. ·

#### خزندگان
در پنج راسته لاک پشت‌ها، کروکودیل سانان، سوسمارها، کرم سوسمارها و مارها تاکنون ۲۲۵ گونه مورد شناسایی قرار گرفته است اما اطلاعات مفید و قابل دسترس در مورد این جانوران بسیار اندک است. کمبود مطالعات جامع و عمیق در مورد بیولوژی و حفاظت این جانوران از یک طرف و جمعیت رو به زوال با توجه به تخریب زیستگاه‌های آنها در سالهای اخیر موجب نگرانی نسبتاً زیادی در مورد تعدادی از گونه‌های ارزشمند خزنده کشورمان گشته است. شکار و صید بی‌رویه صدها و هزاران مار سمی، بسیاری از گونه‌های مار سمی از جمله افعی شاخدار و افعی دماوندی را در معرض خطر انقراض قرار داده است. خشکسالی‌های چند ساله در استان سیستان و بلوچستان که زیستگاه تنها گونه تمساح تالابی ایران می‌باشد، نگرانی را در مودر کاهش جمعیت این گونه به‌وجود آورده است.

#### دوزیستان
از رده دوزیستان (وزغ‌ها، قورباغه‌ها و سمندرها) در ایران ۲۰ گونه گزارش شده که در بین آنها سمندرها از درجه اهمیت بیشتری برخوردار هستند و اطلاعات بسیار کم و جزئی از بیولوژی و اکولوژی آنها در دست می‌باشد و گونه‌هایی نظیر سمندر لرستانی، سمندر کردستانی، سمندر گرگانی و سمندر آذربایجان در وضعیت بحرانی یا در معرض خطر انقراض قرار دارند.
- فهرست پروانه‌های ایران
- فهرست شب‌پره‌های ایران (en:List of moths of Iran)
- فهرست نرم‌تنان غیردریایی ایران (en:List of non-marine molluscs of Iran)
- فهرست درختان ایران

### حیات وحش
از جنگل‌های معتدل حاشیه دریای خزر تا منطقه نیمه گرمسیری عمان و خلیج فارس، ایران کشوری پهناور با مناظر وحشی و رشته کوه‌های وسیع، جنگل‌های سرسبز، بیابان‌های خشک، دشت‌های حاصلخیز و دشت‌های باتلاقی است. این تنوع فوق‌العاده جغرافیایی و آب و هوایی تنوع زیستی فوق‌العاده‌ای غنی ایجاد کرده است،قرار گرفتن در کمربند خشک و نیمه خشک جهان از یک سو و برخورداری از ویژگی‌های اقلیم آفریقایی، آسیای جنوبی، آسیای مرکزی و اروپایی از سوی دیگر موجب پیدایش گونه‌های مختلف در حیات وحش ایران شد.تنوع و تضاد محیط طبیعی ایران یکی از برگه‌های برنده محیط زیست ایران است. تنوع زیستگاهی در ایران از دشت‌های بیابانی و گرم و خشک گرفته تا دشت‌های سرسبز و حاصلخیز است. این امر باعث تنوع زیستی موجودات زنده و جانوران در ایران می‌شود.ایران میزبان برخی از متنوع‌ترین حیوانات وحشی آسیا است.از جمله چندین گونه در معرض خطر،حیات وحش ایران شامل پلنگ، خرس، کفتار، گراز وحشی، بزکوهی، غزال، شغال و خرگوش که در داخل کشور رایج است. یوزپلنگ و قرقاول در منطقه خزر یافت می‌شود. پرندگان آبزی مانند مرغ دریایی، اردک و غاز در سواحل دریای خزر و خلیج فارس زندگی می‌کنند، آهو، جوجه تیغی، روباه و ۲۲ گونه جونده در مناطق نیمه بیابانی و مرتفع زندگی می‌کنند. سنجاب نخل، خرس سیاه آسیایی و ببر در بلوچستان یافت می‌شود. ببرها نیز زمانی در جنگل‌های منطقه خزر زندگی می‌کردند اما اکنون گمان می‌رود که منقرض شده باشند.امروزه ایران مانند بسیاری از کشورها با چالش‌های مختلفی در زمینه حفاظت از حیات وحش مواجه است. از دست دادن زیستگاه به دلیل گسترش کشاورزی، جنگل زدایی، شهرنشینی، شکار بی‌رویه، شکار غیرقانونی و تجارت غیرقانونی .تغییرات آب و هوا و کمبود آب این چالش‌ها را تشدید می‌کند.دولت پناهگاه‌های حیات وحش مانند پناهگاه حیات وحش بختگان، منطقه حفاظت شده توران و پارک ملی گلستان را برای حفاظت از آن‌ها ایجاد کرده است. شکار قو، قرقاول، آهو و تعدادی دیگر از حیوانات و پرندگان ممنوع است.

## مناطق حفاظت‌شده
ایران با اراضی مختلف مرطوب و خشک با ترکیبی از کوه‌های مرتفع، زمین‌های بیابانی، جنگل‌ها و دریاها اکوسیستم خاصی را در خاورمیانه و شرق آسیا ایجاد کرده است. اکوسیستم‌های طبیعی ایران حدود ۸۰ درصد از مساحت کشور را پوشش می‌دهند، ۹۰ میلیون هکتار مرتع، ۴/۱۲ میلیون هکتار جنگل و حدود ۳۳ میلیون هکتار بیابان.حیات وحش برجسته و منحصربه‌فرد ایران در کنار اکوسیستم‌های متنوع، حدود ۲۰۰ منطقه حفاظت شده در ایران برای حفظ تنوع زیستی ارزشمند این کشور وجود دارد و در میان آنها حدود ۱۶ پارک ملی وجود دارد که میزبان برخی از باورنکردنی‌ترین گونه‌های سیاره ما هستند.
ایران با تنوع زیستی خود بخش‌های مختلفی را برای محافظت از منابع طبیعی، تنوع زیستی و مناظر خود ارائه داده است. پارک‌های ملی، آثار طبیعی، پناهگاه‌های حیات وحش، مناطق حفاظت‌شده و مناطق ممنوع شکار بخشی از این دسته هستند. تا سال ۲۰۲۰ م تعداد ۱۳ منطقه در ذخیره‌گاه زیست‌کره یونسکو در ایران به ثبت رسیده است.

### ذخیره‌گاه‌های زیست‌کره
ذخایر زیست‌کره «مکان‌های یادگیری برای توسعه پایدار» هستند که راه‌حل‌های سازگار با حفاظت از تنوع زیستی و استفادهٔ پایدار آن را ترویج می‌دهد. در حال حاضر ۷۱۴ ذخیره‌گاه زیست‌کره در ۱۲۹ کشور جهان از جمله ۲۱ مکان فرامرزی وجود دارد. ذخایر زیست‌کره شامل اکوسیستم‌های زمینی، دریایی و ساحلی است. وجه تمایز ذخیره‌گاه‌های زیست‌کره از دیگر طبقات حفاظت‌شده، روش برنامه‌ریزی و مدیریت مناسب آنهاست که بر پایهٔ استفاده‌های چندمنظوره و سپردن نقش اساسی و سازنده به جوامع محلی استوار است.
پس از ۳۴ سال از ۱۹۷۶ م، در سال ۲۰۱۰ م، ذخیره‌گاه زیست‌کرهٔ دنا در شانزدهم تیرماه سال ۱۳۹۰ ه‍.ش به‌عنوان دهمین ذخیره‌گاه زیست‌کرهٔ ایران ثبت شد و بر اساس اعلام سازمان حفاظت محیط زیست ایران افزون بر ۱۵۲۰ گونهٔ گیاهی و جانوری در این منطقه شناسایی شده است.
تیر ماه ۱۳۹۹ ه‍.ش این منطقه دچار آتش‌سوزی گسترده شد و بخشی از آن آسیب دید.
ذخیره‌گاه زیست‌کرهٔ تنگ صیاد–سبزکوه به‌عنوان یازدهمین ذخیره‌گاه زیست‌کرهٔ کشور ۱۹ خرداد ماه ۱۳۹۳ ه‍.ش ثبت جهانی شد. این ذخیره‌گاه شش شهرستان، ۹ شهر و ۲۰ روستای استان را تحت پوشش قرار داده است و نخستین ذخیره‌گاهی است که برنامهٔ جامع مدیریتی دارد. ۶۰۰ گونهٔ گیاهی نیز در این منطقه شناسایی شده که ۱۱۰ نمونهٔ آن انحصاری است. این منطقه با مساحت ۵۶۳۰۸ هکتار در محدودهٔ شهرستان‌های شهرکرد، بروجن، لردگان و کیار واقع شده است.
تالاب بین‌المللی هامون، ۲۹ اسفند ۱۳۹۴ ه‍.ش در چهارمین کنگرهٔ جهانی ذخیره‌گاه‌های زیست‌کره به میزبانی لیما، به‌عنوان ذخیره‌گاه زیست‌کره به ثبت رسید. تالاب هامون از سه دریاچهٔ کوچک به نام‌های هامون پوزک (میانی)، هامون صابوری (شمالی) و هامون هیرمند تشکیل شده است که در زمان وفور آب به‌هم متصل می‌شوند و دریاچه هامون را تشکیل می‌دهند. منطقه حفاظت‌شده هامون به‌دلیل قرار گرفتن در مرکز مناطق کویری و نیمه‌کویری کشورهای ایران و افغانستان، تنها مأمن زیست پرندگان مهاجر شرق کشور است. ذخیره‌گاه زیست‌کرهٔ کپه‌داغ در استان خراسان شمالی به‌عنوان سیزدهمین ذخیره‌گاه زیست‌کرهٔ کشور به ثبت رسید. این منطقه با دارا بودن جذابیت‌های طبیعی، تنوع زیستی غنی، تنوع فرهنگی و وجود جوامع محلی و عشایری دارای معیارهای لازم جهت ثبت به‌عنوان ذخیره‌گاه زیست‌کره تشخیص داده شد.

### مناطق چهارگانه

#### پارک‌های ملی
پارک‌های ملی پارک‌هایی هستند که از سوی سازمان حفاظت محیط زیست ایران به عنوان یکی از منطقه‌های چهارگانه حفاظت محیط زیست ایران تعیین شده‌اند.
ایران ۳۱ پارک ملی دارد که در مجموع ۲٬۰۵۶٬۵۷۷ هکتار از کل مساحت این کشور را در بر می‌گیرند. این پارک‌ها در هفده استان ایران واقع شده‌اند. نخستین پارک کلی ایران پارک ملی بمو است که در ۲۳ اسفند ۱۳۴۹ تأسیس شد و بزرگ‌ترین پارک ملی ایران پارک ملی ارومیه با مساحت ۵۴۱٬۳۱۵ هکتار است. پنج پارک ملی گلستان، کویر، توران، دنا و دریاچه ارومیه به عنوان بخش‌هایی از شبکه جهانی ذخیره‌گاه‌های زیست‌کره در ایران نیز انتخاب شده‌اند.
در بحبوحه حمله وحشیانه هشت ساله عراق به ایران، مرزهای غنی از تنوع زیستی ویران شد. پس از جنگ یک موج جدید و تهاجمی در توسعه دنبال شد. تقریباً بر روی هر رودخانه ده‌ها سد ساخته شد. هزاران مایل بزرگراه تقریباً در هر زیستگاهی عبور داده شد.
بر اساس گزارش انجمن جهانی پرندگان، گونه‌های منحصربه‌فرد ایران به‌عنوان یکی از غنی‌ترین کانون‌های تنوع زیستی در منطقه، به سرعت در حال ناپدید شدن هستند. بسیاری از پرندگان با ارزش آن، مانند کاکایی ارمنی و درنای سیبری، به دلیل از دست دادن زیستگاه و شکار غیرقانونی آن، مانند فوک خزری، گوزن زرد ایرانی و پلنگ ایرانی، در حال نابودی هستند. یوزپلنگ آسیایی ایران، آخرین یوزپلنگ خارج از آفریقا، به چند ده حیوان می‌رسد. جورج شالر، یکی از شناخته شده‌ترین متخصصان گربه بزرگ جهان که ۵۰ سال در ایران کار کرده است، گفت: اگر اوضاع به همین منوال پیش برود، یوزپلنگ را از دست خواهید داد. «آنها یک گنج طبیعی هستند و تقریباً از بین رفته‌اند.»

## بحران‌ها
پیش از قرن بیستم، زمانی که جمعیت ایران کمتر از ده میلیون نفر بود، تنوع زیستی و اکولوژی تهدید نشده بود. منابع آبی به وفور وجود داشت. پمپ‌های آب دیزلی و بنزینی برای استخراج آب‌های زیرزمینی هنوز معرفی نشده بودند. آلودگی هوا و آب نیز وجود نداشتند و طوفان‌های گرد و غبار نیز مطرح نبودند. فعالیت‌های کشاورزی و چرای دام‌ها نیز هنوز باعث فرسایش و بیابان‌زایی قابل توجهی نشده بودند. در سال 1845، یک سرهنگ فرانسوی به نام "فریه" که به عنوان مشاور ارتش ایران خدمت می‌کرد، حیات وحش استان خراسان را اینگونه توصیف کرد:
 «تصور مقادیر عظیم شکارهایی که دیدیم تقریباً غیرممکن است ... در این دشت‌ها انواع مختلف کبک و همچنین پرنده هوبره یافت می‌شود. گاهی اوقات ببر سلطنتی دیده می‌شود، اما پلنگ، کفتار، گرگ، شغال و روباه رایج هستند. من هرگز چنین تعداد عظیمی از گوزن‌ها [آهوها] ندیده بودم. دشت پر از آنها بود، و هر گله شامل هزاران رأس بود.»
حتی تا قرن بیستم، کوه‌های ایران پر از گوسفند و بز وحشی، دشت‌ها پر از آهو و دامنه‌های جنگلی شمالی کوه‌های البرز پر از ببر، گوزن قرمز، شوکا، خرس، گراز، پلنگ و گرگ بودند. کوه‌های زاگرس با درختان بلوط پوشیده شده بودند و جمعیت زیادی از گوسفندان وحشی، بزهای وحشی، خرس‌ها، گرازها، پلنگ‌ها و گوزن‌های خالدار در آنجا وجود داشتند. شیرهای ایرانی نیز تا قرن نوزدهم در مرزهای جنوبی ایران یافت می‌شدند و پرندگان مهاجر آسمان را از سیبری تا آفریقا و بالعکس تاریک می‌کردند. در مناطق مختلف، قرقاول‌ها، کبک‌ها، باقرقره‌ها، بلدرچین‌ها و هوبره‌ها به وفور یافت می‌شدند. استفاده فزاینده از پمپ‌های آب دیزلی پس از جنگ جهانی دوم باعث شد که منابع آب زیرزمینی با سرعتی بیشتر از میزان بازسازی‌شان کاهش یابند. بسیاری از قنات‌ها - تونل‌های آبیاری زیرزمینی معروف که هزاران سال زندگی ایرانیان را پشتیبانی می‌کردند - دیگر نگهداری نمی‌شدند و منابع آبی با کاهش سطح آب زیرزمینی از بین رفتند. در بخش صنعتی، کارخانه‌ها بدون توجه به آلودگی هوا و آب ساخته شدند. مانورهای نظامی بدون در نظر گرفتن یکپارچگی پارک‌ها و مناطق حفاظت‌شده انجام می‌شدند. ترافیک خودروها در شهرهای ایران به سرعت افزایش یافت، بدون آنکه به آلودگی هوا توجه شود. تحت هدایت فیروز و با حمایت شاه، سازمان محیط زیست تلاش کرد بسیاری از این مشکلات را اصلاح کند. با این حال، حمایت عمومی کمی وجود داشت و تمرکز دولت بر توسعه اقتصادی بود.

### خشک‌شدن زیست‌بوم‌های آبی

#### خشک شدن دریاچه‌ها
ایران به‌طور طبیعی کشوری با اقلیم خشک محسوب می‌شود و خشک شدن دریاچه‌های طبیعی آن می‌تواند پیامدهای زیست‌محیطی و مشکلات مختلفی را به دنبال داشته باشد. تعداد درستی از دریاچه‌های خشک شده ایران در دست نیست اما برخی از این دریاچه‌ها را می‌توان به علت اهمیت اکولوژیکی مد نظر قرار داد.

##### خشک شدن دریاچه ارومیه
دریاچه ارومیه پس از دریای خزر به عنوان بزرگ‌ترین دریاچه آب شور خاورمیانه، پناهگاه پرندگان و شناگران، دومین دریاچه بود. از اوایل دهه ۱۹۷۰، روند نابودی این دریاچه آغاز شد و در ۳۰ سال گذشته، اندازه آن را حدود ۸۰ درصد کاهش یافته است. فلامینگوهایی که در این ذخیره‌گاه زیست‌کره یونسکو از میگوهای آب نمک تغذیه می‌کردند، اکثراً از بین رفته‌اند. بادهایی که از بستر دریاچه عبور می‌کنند، گرد و غبار نمک را به مزارع مزرعه می‌فرستند و به آرامی خاک را نابارور می‌کنند. طوفان‌های گرد و غبار مضر و نمک‌آلود، چشم‌ها، پوست و ریه‌های مردم را تا تبریز، شهری با بیش از ۱٫۵ میلیون وسعت در حدود ۶۰ مایل، ملتهب می‌کند.
مانند دریای معروف آرال بین قزاقستان و ازبکستان و دریای سالتون در کالیفرنیا، وسعت دریاچه ارومیه در ایران نیز چندین دهه است که خشک و کوچک شده است. اکنون این دریاچه که زمانی یکی از بزرگ‌ترین دریاچه‌های خاورمیانه بود، بیشتر شبیه یک صحنه جنایت غول‌پیکر است. در اواخر آوریل، ماهواره Aqua ناسا دریاچه ارومیه را با رنگ سبز تیره به تصویر کشید. اما از اواسط جولای، پهنه آب پر از جلبک‌ها و باکتری‌ها شد که آن را به یک استخر قرمز رنگی تبدیل کردند.
خشکسالی، گرما و افزایش تقاضا برای آبیاری به‌طور پیوسته دریاچه نمک شمال ایران را در نزدیکی مرز ترکیه کوچک کرده است. دریاچه در این منطقه نیمه‌خشک از هزاران چاه غیرقانونی و ازدیاد سدها و پروژه‌های آبیاری رنج می‌برد که آب را از رودخانه‌های فرعی به سمت رشد سیب، گندم و … منحرف می‌کند. با خشک شدن دریاچه، شوری آن افزایش می‌یابد. غلظت بالای نمک آب گرم، آنچه را که از دریاچه باقی مانده است، به محل پرورش جلبک دونالیلا (Dunaliella) تبدیل می‌کند که می‌تواند آب را به رنگ قرمز خونی درآورد. روند تغییر رنگ دریاچه ارومیه پیش از این اتفاق افتاده است. باران‌های بهاری و آب شدن برف‌های کوه‌های مجاور معمولاً آب شیرین را به دریاچه ارومیه می‌برد و به تثبیت شوری و در نتیجه رنگ آن کمک می‌کند. اما با تداوم خشکسالی و استفاده کشاورزی در این منطقه، آب‌های قرمز به یک منظره رایج تر تبدیل شوند.
بر اساس مشاهدات ماهواره ای، دریاچه ارومیه در ۱۴ سال گذشته حدود ۷۰ درصد از سطح خود را از دست داده است. کریستال‌های سفید و تیز نمک به جا مانده از تبخیر، اکنون حوضچه‌های به جا ماندهٔ در حال کوچک شدن را احاطه کرده‌اند و گردشگران و پرندگان مهاجر را دور می‌کنند. این دریاچه زمانی یکی از بزرگ‌ترین زیستگاه‌های میگوهای آب شور جهان بود، اما از دست دادن آب و شوری بیشتر باعث کاهش رشد و تولید مثل آنها می‌شود. اگر کاربری اراضی و مصرف آب به همین شکل باقی بماند، دریاچه خیلی زود از بین می‌رود.

##### خشک شدن دریاچه‌های استان فارس
علاوه بر خشک شدن کامل دریاچه‌های طشک و ارژن، ۸۰ درصد دریاچه‌های پریشان و کافتر، حدود ۹۵ درصد دریاچه بختگان و ۹۰ درصد دریاچه مهارلو نیز خشک شده‌اند. رسانه‌ها گزارش کردند که کارشناس سازمان حفاظت محیط زیستِ با اشاره به خشک شدن کامل دریاچه بختگان نسبت به بروز فاجعه زیست‌محیط زیست هشدار داد و اولین شوک ایجاد شده بر سیستم اکولوژیک بسیار پیچیده زیست‌محیطی در منطقه را احداث سد درودزن عنوان نمود.

#### خشک شدن تالاب‌ها
بنا بر گزارش رسانه‌ها به نقل از مقامات محیط زیست ایران ۶۰ تالاب کشور که قریب به ۴۴ درصد کل مساحت تالاب‌های ایران را تشکیل می‌دهد، خشک شده‌اند. بسیاری از تالاب‌های حیاتی ایران، رودخانه‌ها و دریاچه‌ها یا خشک شده‌اند یا در معرض خشک شدن قرار دارند. آنچه که طی این سالیان جدا از موضوع خشک‌سالی، به روند خشک شدن دامن زده است استفاده نادرست و مدیریت اشتباه دولت از منابع آبی کشور عنوان شده است.

### آتش‌سوزی جنگل‌ها
آتش‌سوزی جنگل‌های زاگرس مراتع و مناطق حفاظت شده در جنوب و غرب زاگرس را شامل می‌شود. سه استان کانون اصلی این اتش‌سوزی هستند و اصلی‌ترین آتش‌سوزی‌ها در مناطق منطقه حفاظت شده کوه دیل و خائیز در استان کهگیلویه و بویراحمد و منطقه شکارممنوع کوه‌سیاه در استان بوشهر است.

### تغییرات اقلیمی
ایران یکی از آسیب پذیرترین کشورهای خاورمیانه در برابر تغییرات اقلیمی است. این کشور همچنین مسئولیت مهمی در قبال تغییرات آب و هوایی در سطح جهانی و منطقه دارد. ایران یکی از ۱۰ تولیدکننده اصلی کربن در جهان است و به همین دلیل مقیاس و سرعت تغییرات اقلیمی در جهان را افزایش داده است.تغییر اقلیم در ایران در درجه اول با کاهش بارندگی و افزایش دما مشخص می‌شود. بیش از ۸۲ درصد از ایران در حال حاضر به عنوان خشک یا نیمه خشک طبقه‌بندی شده است و میزان بارندگی در کشور تنها به ۲۵۰ میلی‌متر می‌رسد. ایران با مشکلات بی‌سابقه‌ای مرتبط با آب و هوا از جمله خشک شدن دریاچهها و رودخانه‌ها، طوفان‌های گرد و غبار، دمای بی‌سابقه، خشکسالی و سیل مواجه است.
تغییرات اقلیمی تأثیرات مهم و متنوعی بر محیط زیست، اقتصاد و جامعه ایران دارد. افزایش دما و تغییر الگوی بارش منجر به افزایش کمبود آب، خشکسالی و بیابان زایی شده و بر بهره‌وری کشاورزی، منابع آب و معیشت روستایی تأثیر می‌گذارد. برخی از رودخانه‌ها و دریاچه‌های بزرگ ایران یا خشک شده‌اند یا در حال عقب‌نشینی هستند.تحقیقات جهانی نشان می‌دهد که در منطقه آب و هوایی مانند ایران، هر یک درجه افزایش دما می‌تواند ۱۰ درصد تولید محصول را کاهش دهد که البته هم اقتصاد و هم امنیت غذایی ایران را تحت تأثیر قرار می‌دهد.
دما و بارندگی دو پارامتر مهم هواشناسی به ویژه در مناطق خشک و نیمه خشک هستند. در نتیجه شناخت میزان این پارامترها، تغییرات آنها و پیش‌بینی این پدیده‌ها ضروری است تا بتوان برنامه‌ریزی دقیق تری در مدیریت کشاورزی، اقتصادی و … داشت.
پیش‌بینی می‌شود دمای ایران تا سال ۲۱۰۰ بین ۱٫۵ تا ۴٫۵ درجه سانتی‌گراد افزایش یابد. افزایش سطح دریا خطوط ساحلی ایران را تغییر داده و منجر به جابجایی جمعیت و پیامدهای شدید دیگر خواهد شد. دولت ایران باید در کنار جامعه جهانی برای کاهش اثرات تغییرات آب و هوایی در ایران کار کند.

### بحران آب
در طول افزایش جمعیت ایران - تا بیش از هشتاد و پنج میلیون در طول یک قرن - منابع آب تجدیدپذیر آن از 130 BCM به 80-85 BCM رسیده است. پیش‌بینی‌ها حاکی از نصف شدن احتمالی منابع تا سال ۲۰۴۱ است. بحران آب ایران در حال ورود به پارادایم جدیدی است که اثرات آن در زندگی روزمره میلیون‌ها نفر قابل مشاهده است. امروزه متوسط مصرف سالانه آب در ایران حدود ۹۶ میلیارد متر مکعب، تخمین زده می‌شود که این رقم حدود ۸ درصد بیشتر از کل منابع آب تجدیدپذیر ایران (۸۹ میلیارد مترمکعب) می‌باشد.
- میزان آب مصرفی در ایران سه برابر مقدار مجاز است.
- تغییر اقلیم عامل اصلی کمبود آب و دامن زدن به بحران آب در ایران است.
- بخش کشاورزی مهم‌ترین عامل بحران آب در ایران نیست.

کمبود آب یک چالش جهانی است. تغییر اقلیم عامل اصلی تشدید کمبود آب در ایران بوده و تبخیر و تعرق را طی ۵۰ سال از ۷۰ درصد به ۸۵ درصد رسانده و تقاضای آب را به میزان قابل توجهی در بخش‌های مختلف افزایش داده است.
در سال‌های اخیر، ایران مجموعه‌ای از خشکسالی‌ها را تجربه کرده است که بحران آب را تشدید کرده است که خشکسالی سال ۲۰۲۱ یکی از شدیدترین خشکسالی‌های اخیر بوده است. برای مقابله با بحران آب، دولت ایران ابتکارات مختلفی از جمله ساخت سدها و پروژه‌های انتقال آب و همچنین برنامه‌هایی را با هدف کاهش مصرف آب در کشاورزی و صنایع آغاز کرده است. تابستان گذشته گرم‌ترین تابستان ثبت شده بود و اثرات مخربی را برای بسیاری از جوامع جهانی به همراه داشت. ایران یکی از کشورهایی بود که هم با گرمای شدید و هم با تنش آبی مواجه بود.ایران از نظر جغرافیایی در کمربند خشک جهان با دمای بالا و بارش باران و برف نسبتاً محدود قرار دارد.به عقیده محمد درویش، کارشناس محیط زیست، اتکا به آب موجب فشار بیش از حد بر منابع آبی برای تولید اقتصادی شده و آب را به عنوان محوری تبدیل کرده است که اقتصاد کشور حول آن می‌چرخد.

### فرونشست زمین
فرونشست زمین یک پدیده محیطی است که شامل نشست تدریجی یا ناگهانی سطح زمین به دلیل فشرده شدن مواد زیرزمینی است. برداشت آب‌های زیرزمینی که به دلیل استفاده بی‌رویه از منابع آبی رخ می‌دهد، از مهم‌ترین دلایل این پدیده است. بنابراین، فرونشست زمین تهدیدی برای زیرساخت‌ها و خطوط حیاتی است.
تقریباً ۵۶۰۰۰ کیلومتر مربع (۳٫۵٪) از مساحت کشور در معرض فرونشست زمین است. به گفته رئیس مرکز ملی نقشه‌برداری، متوسط نرخ جهانی فرونشست زمین در سال حدود ۳ سانتی‌متر و متوسط فرونشست زمین در ایران حدود ۱۵ سانتی‌متر است. تاکنون در ۴۰۰ دشت از ۶۰۹ دشت کشور فرونشست زمین رخ داده است.بسیاری از مناطق در سراسر ایران در معرض فرونشست زمین هستند که نشانه تنش بیش از حد ناشی از برداشت بیش از حد آب‌های زیرزمینی در دهه‌های گذشته است.کلان‌شهر تهران، در سال‌های گذشته تحت تأثیر پدیده فرونشست زمین قرار گرفته است.نتایج نشان داده که بیشترین میزان فرونشست زمین با ۲۱۷ میلی‌متر در سال در جنوب غرب شهر تهران اتفاق افتاده است. مناطق ۱۰، ۱۱، ۱۶، ۱۷، ۱۸، ۱۹ و ۲۰ درگیر فرونشست هستند.نشست زمین، میلیون‌ها نفر و زیرساخت‌های کلیدی مانند فرودگاه‌ها و راه‌آهن را تحت تأثیر قرار داده است. در استان‌هایی مانند تهران، اصفهان، کرمان و خراسان رضوی بیش از یک چهارم جمعیت در مناطقی زندگی می‌کنند که به درجات مختلف در معرض خطر فرونشست هستند. سخنگوی کمیسیون کشاورزی، آب و منابع طبیعی مجلس گفت: برداشت بی‌رویه آب از چاه‌های کشاورزی باعث فرونشست زمین در بسیاری از دشت‌های ایران و کاهش کیفیت و حجم آب شرب و تخلیه برخی مناطق روستایی شده است.مصرف آب ایرانیان در بخش‌های مختلف از جمله شرب، کشاورزی و صنعت بیشتر از میانگین جهانی است. ایرانیان به دلیل فرسودگی لوله‌های شبکه شهری یک سوم آب تصفیه شده را از دست می‌دهند.
راه حل برای مقابله با بحران فرو نشست زمین
- در شهرهایی مانند تهران، اصفهان، کرمان و یزد دیگر نباید چمن و گل‌های زینتی کاشت، بلکه باید گونه‌های درختی که نیاز به آبیاری ندارند کاشته شوند.
- کشور نباید از نیروگاه‌های حرارتی که به شدت آب بر هستند برای تأمین انرژی استفاده کند. این کشور باید پنل‌های خورشیدی یا انرژی باد را برای تولید برق گسترش دهد.[۷۳]

### انقراض گونه‌ها
تلاش قابل توجهی برای حفاظت از یوزپلنگ آسیایی در معرض خطر Acinonyx jubatus venaticus در ایران در طول چند دهه گذشته انجام شده است. در حال حاضر، یوزپلنگ در سراسر مناظر خشک نیمه شرقی ایران پراکنده است، اما محدودیت محدوده فعلی و گذشته و همچنین روند جمعیت نامشخص است. بررسی نزدیک به ۴۰ منطقه مختلف منجر به ۱۸ محل با حضور تأیید شده یوزپلنگ در سال‌های اخیر شد. تله‌برداری با دوربین ابزاری مؤثر برای ارائه شواهدی از حضور و وضعیت یوزپلنگ‌ها بوده است که تراکم بسیار کم و حرکت‌های بین ذخیره‌گاهی طولانی این گونه را آشکار می‌کند. همراه با سوابق عکاسی، در مجموع ۸۲ یوزپلنگ مختلف طی دهه ۲۰۰۰ در ایران شناسایی شد. وضعیت حفاظتی در اکثر مناطق توسط دولت ایران افزایش یافته است. یوزپلنگ‌های آسیایی به شدت در برابر انقراض آسیب‌پذیر عمدتاً به دلیل تلفات ناشی از آزار و شکنجه دامداران، شکار غیرقانونی و تصادفات جاده ای و همچنین طعمه و از دست دادن زیستگاه هستند.

## چالش‌ها
چند دهه پیش، ایران به عنوان سبزترین کشور خاورمیانه شناخته می‌شد. یک شبکه گسترده پارک ملی از گونه‌های حفاظت شده که تقریباً در هیچ‌کجای جهان یافت نمی‌شود. در رودخانه‌ها آب آشامیدنی جاری بود. آلودگی هوا حداقل بود اما در حال حاضر، پارک‌ها تحت توسعه و آبراههای کشور در حال خشک شدن هستند. بسیاری از زیست شناسان برجسته حیات وحش در پشت میله‌های زندان به سر می‌برند و برخی از گونه‌های منحصر به فرد ایران که تنها ده‌ها سال پس از اینکه نسل قبلی حافظان محیط زیست آنها را از لبه پرتگاه بازگردانده بودند در معرض خطر انقراض قرار دارند.
تغییر اقلیم به‌عنوان یکی از جدی‌ترین، مخل‌کننده‌ترین و حتی تهدیدکننده‌ترین مسائلی است که هم جمعیت روستایی و هم شهری با آن مواجه هستند. این تهدید در زمانی بدتر شده است که ایران از نظر سیاسی دو قطبی شده است، از نظر ایدئولوژیک شکاف دارد و از نظر اقتصادی درگیر است. بزرگ‌ترین نگرانی زیست محیطی ایران قبلاً آلودگی هوا بود. اما اخیراً، کمبود آب و افزایش دما، و همچنین سوء مدیریت و عدم اجرای مقررات زیست محیطی موجود، به شدت به بحران زیست محیطی ایران کمک کرده است. محیط زیست ایران با خشک شدن رودخانه‌ها و تالاب‌ها، کاهش شدید آب‌های زیرزمینی، بیابان زایی، کاهش تنوع زیستی، آلودگی هوا و خاک، مدیریت نامناسب زباله، فرسایش خاک، تخریب مراتع و جنگل‌ها و طوفان‌های گرد و غبار مواجه است.
شاخص عملکرد زیست‌محیطی دانشگاه ییل نشان می‌دهد که ایران فاقد یک برنامه اساسی برای مقابله با چالش‌های زیست‌محیطی است. این دانشگاه در گزارش ژوئن ۲۰۲۰ خود که سی و دو شاخص را در ۱۸۰ کشور جهان اندازه‌گیری کرد، ایران با امتیاز چهل و هشت در رتبه شصت و هفتم قرار گرفت.

### دلایل و نتایج
«خوزستان یکی از استان‌های پرآب ایران است، اما متأسفانه برخی افراد بی‌صلاحیت سرپرستی را برعهده داشته‌اند و نتیجه آن وضعیت فعلی است که با آن مواجه هستیم.»

اسماعیل کهرم، بوم‌شناس ایرانی، ۲۹ تیرماه به خبرگزاری خبرآنلاین
این بحران‌ها نتیجه چندین دهه سیاست‌گذاری است و نمی‌توان بدون تغییر چشمگیر در رویکردهای محلی و ملی به‌طور مؤثر با آنها مقابله کرد. در غیاب چنین تعدیل‌هایی، ایران احتمالاً در سال‌های آینده ناآرامی‌های سیاسی مرگبارتری را تجربه خواهد کرد. سوء مدیریت زیست محیطی منجر به اعتراضات در بخش‌های جنوب غربی کشور در ماه جولای شد که به چندین استان دیگر نیز سرایت کرد.
سمیه رفیعی، رئیس کمیسیون محیط زیست مجلس نیز از سوء مدیریت تالاب‌های کشور انتقاد کرد و گفت: «مشکل اصلی کم‌آبی خوزستان و مسائل زیست‌محیطی مرتبط با آن و مشکلات بسیاری از مناطق کشور، مسئولانی هستند که امروز مردم عادی ایرانی برای ناکامی‌ها و نارسایی‌های گذشته آن‌ها باید تاوان زیادی بپردازند. از جمله عوامل خاصی که وی نام برد، الگوی کشت نامناسب، سدسازی توسط افراد غیرحرفه ای، انتقال بی‌رویه آب به استان‌های دیگر و صنایع مخرب زیست محیطی مانند نفت، پتروشیمی و نیشکر بود.»
در انتخابات ریاست‌جمهوری ۱۴۰۰، ابراهیم رئیسی از «منشور زیست‌محیطی» رونمایی کرد که نیاز به توسعه پایدار، مدیریت بهتر آب، مدیریت منابع طبیعی، مدیریت پسماند، آموزش عمومی محیط‌زیست، مدیریت آبخیزداری و توسعه طرح‌های تغذیه آبخوان، سدهای زیرزمینی، احیا و بازسازی تالاب‌ها را تشریح کرد هرچند نظرات اعضای کابینه در مورد توسعه اقتصادی، اشتغال، خودکفایی و کشاورزی نشان می‌دهد که به نظر می‌رسد آنها از جغرافیا، اقلیم‌شناسی، هیدرولوژی و سایر ویژگی‌های سیستم اکولوژیکی ایران اطلاعات کمی دارند.
در اجلاس پاریس، ایران متعهد شد در صورت لغو تحریم‌های اقتصادی آمریکا تا سال ۲۰۳۰، انتشار گازهای گلخانه‌ای خود را تا ۴ درصد بدون قید و شرط و ۸ درصد کاهش دهد. اما شورای نگهبان مانع از تصویب این قانون شد.
تحریم‌های ایالات متحده همچنین با کاهش درآمدهای ایران، ترساندن سرمایه‌گذاران خارجی برای سرمایه‌گذاری در بخش انرژی‌های تجدیدپذیر و تقویت استدلال‌ها در مورد نیاز به خودکفایی اقتصادی، به وضوح بر مشکلات زیست‌محیطی ایران تأثیر گذاشته است. با این حال، سوء مدیریت دولت بر منابع آب همچنان کلیدی است. بیش از ۹۰ درصد آب ایران برای کشاورزی مصرف می‌شود که بیشتر آن برای محصولات پرآب مانند گندم، برنج و نیشکر استفاده می‌شود همچنین ایران نتوانسته روش‌هایی را برای کشف کاربردهای انرژی‌های تجدیدپذیر و کاهش انتشار گازهای گلخانه‌ای ارائه دهد. همچنین تحریم‌های سخت‌تر تحت رهبری ایالات متحده علیه ایران، حمایت کمک‌کنندگان خارجی از فعالیت‌های زیست‌محیطی در کشور یا تأمین مالی برنامه‌های خود را برای ایرانی‌ها دشوار کرد.

## سازمان‌های دولتی

### سازمان حفاظت محیط زیست
جنبش محیط زیستی ایران تا حد زیادی وجود خود را مدیون اسکندر فیروز است که به عنوان پدر سازمان محیط زیست ایران شناخته می‌شود. با شروع در دهه ۱۹۶۰، او چیزی را ایجاد کرد که در آن زمان یکی از گسترده‌ترین شبکه‌های پارک ملی در سراسر جهان بود. از طریق ذخایر جدید، او آخرین تلاش را برای نجات چندین گونه از جمله یوزپلنگ آسیایی، تنها چند دهه پس از اینکه ایران آخرین ببر مازندران را از دست داد، آغاز کرد. دیوید لیلین، بوم‌شناس که بیش از ۱۵ سال تا انقلاب ۱۹۷۹ با او کار کرده است، می‌گوید: «فیروز یک نیرو بود - باید به او اعتبار بدهند. چه کسی می‌داند بدون او وضعیت محیط زیست ایران چه می‌شد.»
فیروز از روابط نزدیک خود با شاه استفاده کرد تا ارتش را از سرزمین‌های حفاظت شده دور نگه دارد. این معیاری از نفوذ شخصی او و قدرت رو به رشد محیط زیست بود. در دستاوردی با اهمیت بین‌المللی، او به تنظیم کنوانسیون رامسر، معاهده حفاظت از تالاب‌ها، که در سال ۱۹۷۱ در ایران به امضا رسید، کمک کرد. فیروز از طریق اداره تازه تأسیس محیط زیست (DoE) حتی توانست برخی از بدترین پیامدهای توسعه بی‌رویه را که پس از رونق نفتی پس از ۱۹۷۳ شتاب گرفته بود، کاهش دهد. رائول والدز، استاد بازنشسته در دانشگاه ایالتی نیومکزیکو که در دهه ۱۹۷۰ در وزارت دفاع آمریکا کار می‌کرد، می‌گوید: «ایران در آن زمان کاملاً منحصر به فرد بود و برای حیات وحش احترام مطلق وجود داشت. پس از انقلاب ۱۳۵۷ اسکندر فیروز به مدت ۶ سال به زندان رفت.
ریچارد پیرهاوس، رئیس بحران‌ها و محیط زیست عفو بین‌الملل، می‌گوید: «محافظان بسیار محترم در ایران با شکنجه، محاکمه‌های ناعادلانه به اتهامات ساختگی و بازداشت خودسرانه طولانی مدت مواجه هستند.» سپاه پاسداران و دادگاه‌های ایران عملاً فضای مدنی مورد نیاز برای حیات وحش مشروع را از بین برده‌اند. محیط زیست ایران که زمانی یک جنبش پیشگام بود، توسط دهه‌ها آزار و اذیت، پارانویای رژیم و آشوب ژئوپلیتیک فلج شده است. در سال ۲۰۱۹، فعالان منطقه‌ای آب و محیط زیست در خارج از ایران گرد هم آمدند تا در مورد چالش‌های مشترک خود گفتگو کنند. چندین شرکت کننده ایرانی در مسیر توسط پرسنل امنیتی خودشان بازجویی شدند.
سازمان حفاظت محیط زیست ایران، مناطق با ارزش زیست‌محیطی ایران را در قالب مناطق ۴ گانه به ۱۶ پارک ملی، ۱۳ اثر طبیعی ملی، ۳۳ پناهگاه حیات وحش و ۹۴ منطقه حفاظت‌شده تقسیم کرده است. این کشور دارای شرایط اقلیمی متنوعی است به‌طوری‌که از ۱۳ اقلیم شناخته شده در جهان ۱۱ نوع آن در ایران وجود دارد. در عین حال شاخص‌های پایداری محیط زیست ایران در وضعیت نامناسبی قرار دارد و با کسب رتبه ۱۳۲ بین ۱۴۶ کشور در انتهای جدول مربوط قرار گرفته است.

## حامیان محیط زیست
«محیط زیست به دلیل اینکه یک متحد کننده بالقوه است، امنیتی می‌شود. اگر در مورد دین، از حجاب صحبت کنید، در هر دو طرف مردم هستند، اما محیط زیست، مردم را متحد می‌کند. به همین دلیل این مشکل برای بخشی از نظام است.»

کاوه مدنی، دانشمند محیط زیست در دانشگاه ییل

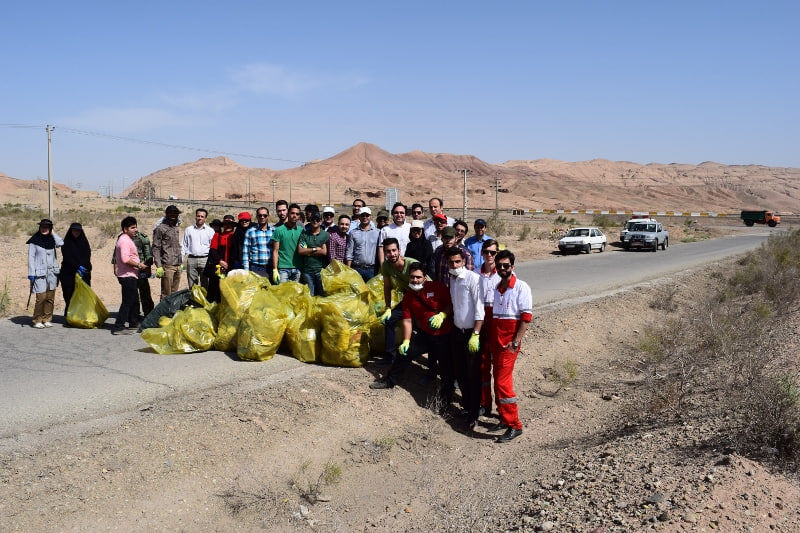
پروژه محیط زیستی ایران خانه پدری جهت کاهش مصرف کیسه‌های پلاستیک وجمع آوری کیسه‌های پلاستیکی رها شده در تقاطع اتوبان تهران گرمسار و محور گرمسار قم

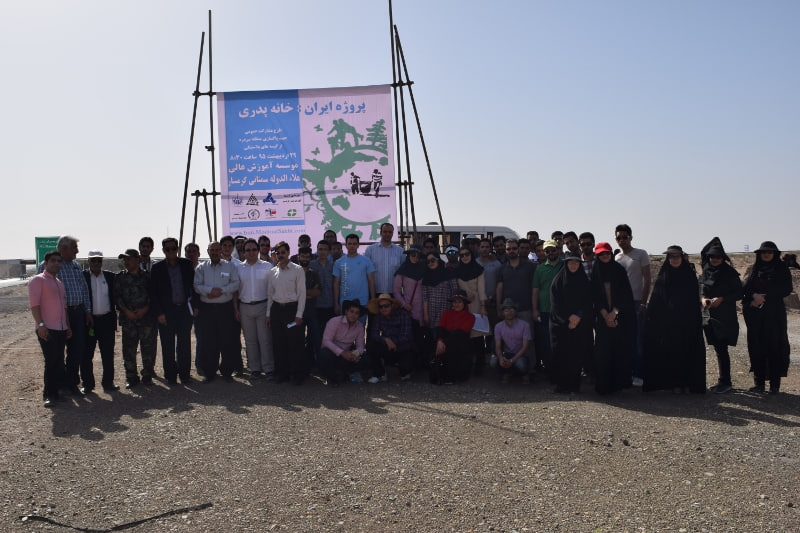
پروژه محیط زیستی ایران خانه پدری جهت کاهش مصرف کیسه‌های پلاستیک وجمع آوری کیسه‌های پلاستیکی رها شده در تقاطع اتوبان تهران گرمسار و محور گرمسار قم

با کم شدن چشم‌انداز طبیعی به‌طور فزاینده‌ای توسط گسترش‌های نادرست، اعتراض‌ها بر سر مسائل زیست محیطی شروع به گسترش کردند و واکنش‌های امنیتی را برانگیختند. در یک نمونه در سال ۲۰۱۱، پلیس صدها تظاهرکننده را در حالی که برای تغییر سیاست‌های توسعه که به گفته آنها بزرگ‌ترین دریاچه ایران را ویران کرده بود، مبارزه می‌کردند، دستگیر کرد. یکی از شعارهای اعتراضی این بود که «دریاچه ارومیه رو به مرگ است و مجلس حکم به مرگش داد».
در اوایل سال ۲۰۱۸ نیروهای امنیتی ۹ تن از زیست شناسان کشور را از بنیاد میراث حیات وحش ایرانی (PWHF) دستگیر کردند و آنها را به زندان اوین فرستادند. یکی از آنها، کاووس سید امامی، مدیر بنیاد و جامعه‌شناس برجسته، اندکی بعد در شرایطی که خانواده اش مشکوک می‌دانند، درگذشت. تشدید تنش‌های اقلیمی، خاک‌های تخریب شده و سوء مدیریت بی‌رویه آب که منجر به کمبود می‌شود، به ناآرامی‌های روستایی دامن زده است که توجه نیروهای امنیتی را به گروه‌های زیست محیطی معطوف کرده است.
علیرغم دشواری کارزار، تعداد سازمان‌های غیردولتی کوچک در سال‌های اخیر افزایش یافته است. و با وجود کمبود شغل، تعداد متخصصان حیات وحش نیز وجود دارد. پس از سال‌ها فعالیت‌های زیست‌محیطی دقیق و اغلب پنهان، جوانان ایرانی روش‌های خاص خود را برای انجام کارها ایجاد کرده‌اند.
با کم شدن چشم‌انداز طبیعی به‌طور فزاینده‌ای توسط گسترش‌های نادرست، اعتراض‌ها بر سر مسائل زیست محیطی شروع به گسترش کردند و واکنش‌های امنیتی را برانگیختند. در یک نمونه در سال ۲۰۱۱، پلیس صدها تظاهرکننده را در حالی که برای تغییر سیاست‌های توسعه که به گفته آنها بزرگ‌ترین دریاچه ایران را ویران کرده بود، مبارزه می‌کردند، دستگیر کرد. یکی از شعارهای اعتراضی این بود که «دریاچه ارومیه رو به مرگ است و مجلس حکم به مرگش داد».
در اوایل سال ۲۰۱۸ نیروهای امنیتی ۹ تن از زیست شناسان کشور را از بنیاد میراث حیات وحش ایرانی (PWHF) دستگیر کردند و آنها را به زندان اوین فرستادند. یکی از آنها، کاووس سید امامی، مدیر بنیاد و جامعه‌شناس برجسته، اندکی بعد در شرایطی که خانواده اش مشکوک می‌دانند، درگذشت. تشدید تنش‌های اقلیمی، خاک‌های تخریب شده و سوءمدیریت بی‌رویه آب که منجر به کمبود می‌شود، به ناآرامی‌های روستایی دامن زده است که توجه نیروهای امنیتی را به گروه‌های زیست محیطی معطوف کرده است
علیرغم دشواری کارزار، تعداد سازمان‌های غیردولتی کوچک در سال‌های اخیر افزایش یافته است. و با وجود کمبود شغل، تعداد متخصصان حیات وحش نیز وجود دارد. پس از سال‌ها فعالیت‌های زیست‌محیطی دقیق و اغلب پنهان، جوانان ایرانی روش‌های خاص خود را برای انجام کارها ایجاد کرده‌اند.